# Kusiaiskorpi, Palo-Isokummun jänkä, Alkumaa
Kusiaiskorpi, Palo-Isokummun jänkä, Alkumaa este o arie protejată (arie specială de conservare — SAC, sit de importanță comunitară — SCI) din Finlanda întinsă pe o suprafață de 441 ha, integral pe uscat.

## Localizare
Centrul sitului Kusiaiskorpi, Palo-Isokummun jänkä, Alkumaa este situat la coordonatele 65°53′12″N 24°26′13″E / 65.8867°N 24.4369°E.

## Înființare
Situl Kusiaiskorpi, Palo-Isokummun jänkä, Alkumaa a fost declarat sit de importanță comunitară în august 1998 pentru a proteja 3 specii de plante și 1 specie de animale. Situl a fost protejat și ca arie specială de conservare în aprilie 2015.

## Biodiversitate
Situată în ecoregiunea boreală, aria protejată conține 8 habitate naturale: Cursuri de apă de la nivel de câmpie la nivel montan, cu vegetație Ranunculion fluitantis și Callitricho-Batrachion, Mlaștini turboase de tranziție și turbării mișcătoare, Izvoare petrifiante cu formare de travertin (Cratoneurion), Mlaștini alcaline, Turbării Aapa, Taiga vestică, Păduri fino-scandinave bogate în ierburi cu Picea abies, Mlaștini împădurite.
La baza desemnării sitului se află mai multe specii protejate:
- plante (3): Hamatocaulis vernicosus, Ranunculus lapponicus, ochii-șoricelului (Saxifraga hirculus)
- nevertebrate (1): Lycaena helle

Pe lângă speciile protejate, pe teritoriul sitului au mai fost identificate 9 specii de plante, 2 specii de nevertebrate, 1 specie de pești.